# Börsteler Wald
Der Börsteler Wald, in der Umgebung auch als  „Börstel“ bezeichnet, ist eine bis zu 90 m hohe, bewaldete Stauchmoränenerhebung der Saale-Eiszeit im nördlichen Landkreis Osnabrück im norddeutschen Tiefland. Er ist damit dem in Norddeutschland verbreiteten Landschaftstyp der Geest zuzuordnen.

## Geografie
Der Börsteler Wald befindet sich am Nordwestrand des Landkreises Osnabrück und wird im Wesentlichen von den Ortschaften Berge und Grafeld gesäumt. Dabei bilden die Landstraße 102 und die Kreisstraße 124 die südliche Grenze des Börsteler Waldes. Das zusammenhängende Waldgebiet setzt sich noch mehrere Kilometer südlich fort, wobei dieses nicht mehr dem Börsteler Wald zugehörig ist. Die nördliche Grenze wird vom Naturschutzgebiet Hahlener Moor/Oldenburger Moor, einem Niedermoor, gebildet. Die Grenze lässt sich hierbei gut an einem dort liegenden Quellhorizont erkennen, welchem im Mittelalter heilende Wirkung zugesprochen wurde. Zwischen Hahlener Moor und der K124 liegen ca. 4 km, von Grafeld bis auf die Ostseite des Waldgebietes sind es rund 5 km. Im Osten schließt sich die naturräumliche Einheit Artland mit intensiv landwirtschaftlich genutzten Flächen an, unmittelbar westlich das ebenfalls landwirtschaftlich geprägte Emsland. Nur wenige Kilometer nördlich beginnt die Ems-Hunte-Geest, welche aus mehreren geschlossenen Geestplatten besteht. Außerdem ist der Börsteler Wald Teil der naturräumlichen Einheit der Dümmer-Geestniederung.

## Geologie
Der Börsteler Wald als Teil der Ankumer Höhe ist ein Relikt der Saale-Eiszeit. Die skandinavischen Eisschilde, welche sich im Laufe der Jahrtausende nach Ende der sogenannten Holstein-Warmzeit entwickelten bedeckten den gesamten norddeutschen Raum. Mit dem Eintreten der Eem-Warmzeit vor 125.000 Jahren begann der langwierige Schmelzvorgang der Eismassen. Die Gletscher, welche quasi als „Bulldozer“ fungierten, ließen die Wälle aus Geröll vor sich liegen. Das, was im Gletscher enthalten war lagerte sich auf dem Boden ab. Das letztere Element der glazialen Serie bezeichnet man als Grundmoräne. Die weiter östlich gelegenen Dammer Berge entstanden sowohl zeitgleich als auch in gleicher Weise wie der Höhenzug der Ankumer Höhe. Während des Abtauens der Eismassen hingen beide Höhenzüge noch zusammen, was aber mit dem immer stetigeren Abtauen beendet worden ist. Im Süden der Höhenzüge wurden diese durch die immensen Mengen an Schmelzwasser durchbrochen und das Urstromtal des Artlandes entstand. Übrigens ist auch die Entstehung der Moore innerhalb der naturräumlichen Einheit Artland durch das Urstromtal zu erklären. Östlich an die Ankumer Höhe schließt sich, wie bereits oben erwähnt das Artland an. Es ist ebenfalls zeitgleich mit den vorhandenen Moränenhöhenzügen entstanden. Das immense Gewicht der Gletschermassen formte eine Art Becken in der heutigen uns bekannten Landschaft. Das Schmelzwasser sammelte sich letztlich in diesem Becken und es entstand ein ausgedehnter Binnensee. Nun tritt auch die Hase (Fluss) ins Licht. In „Kooperation“ mit anderen Fließgewässern, welche im Übrigen teilweise ihre Quelle auf den Moränenhöhenzügen haben, wird der Binnensee von diesen mehr und mehr mit feinem Sand gefüllt. Den gleichen Prozess kann man auf einen Teich übertragen. Man beobachtet, dass dieser mit der Zeit verlandet, und so war es auch mit dem Binnensee. Dieser verlandete See begünstigte die Bildung einer Sumpflandschaft, die im Übrigen von Niedermooren dominiert wird. Reste dieser Landschaft finden wir in Form von Bruchwäldern.

## Geschichte
Wie in der restlichen Ankumer Höhe sind auch im Börsteler Wald einige vorgeschichtliche Gräber zu finden. Im westlichen Teil des bewaldeten Höhenzugs, zwischen Stift Börstel und Grafeld, lässt sich ein Großsteingrab finden, welches mittlerweile auf einer landwirtschaftlich genutzten Fläche liegt. Es wird niederdeutsch De Smäe genannt, hochdeutsch „Die Schmiede“. Weitere Hügelgräber innerhalb des Waldgebietes sind bestätigt. Dort, wo das Waldgebiet am östlichen Rand in das Naturschutzgebiet Suddenmoor der Bauerschaft Anten übergeht, finden wir die Rote Säule, welche im vergangenen Jahrhundert sowie im niederdeutschen Volksmund noch " De Rohen Sulen" genannt wurde. Dabei werden dieser verschiedene Bedeutungen zugewiesen. Zum einen ist überliefert, dass die " Rote Säule" ein Grenzpfahl zwischen den ehemaligen Gemeinden Hahlen, Anten und Stift Börstel war. Zu Beginn des 18. Jahrhunderts soll sich hier ein Grenzstreit zugetragen haben. Dabei habe Börstel einen Grenzgraben gezogen, mit dem die Antener Landwirte nicht einverstanden gewesen seien, worauf sie einen neuen Grenzgraben zogen. Nach und nach entwickelte sich so ein Kampf, bei dem ein Antener erschlagen worden sei. In einem späteren Prozess legte man die Grenze fest und " De Rohen Sulen" ist errichtet worden. 
Andererseits wurde auch die Sage überliefert, dass ein gewisser General aus Richtung Menslage zum Stift Börstel reiten wollte. Er habe sich in der Nähe der heutigen „Roten Säule“ verirrt und sei im Moor ertrunken.
Ob der Inhalt der Überlieferungen tatsächlich geschehen ist, weiß bis heute niemand.

## Erhebungen
Die höchste Erhebung im Börsteler Wald ist der Kreuzberg mit etwa 90 m ü. NHN. Wie es der Name bereits andeutet, befindet sich auf dem höchsten Punkt ein Kreuz, welches im 20. Jahrhundert nach einem Sturmschaden neu errichtet worden ist. Im Mittelalter soll hier eine kleine Kapelle gestanden haben, welche während des Dreißigjährigen Krieges zerstört worden sei.
- Kreuzberg (90 m)
- Rosenberg (ca. 72 m)
- Heidberg  (ca. 71 m)
- Tannenberg (ca. 57 m)
- Röneberg (53 m)
- Langer Berg (52,1 m)

## Forstwirtschaftliche Nutzung
Der Börsteler Wald wird seit Jahrhunderten forstwirtschaftlich genutzt. Aufgrund des schnelleren Wachstums wurden im 20. Jahrhundert verbreitet Lärchen, Waldkiefern sowie Tannen und Fichten angepflanzt. Diese Nadelbäume wurden plantagenförmig aufgeforstet, um mit forstwirtschaftlichen Geräten agieren zu können. Ursprünglich gelassen und nicht bewirtschaftet werden ältere Baumreihen, bestehend aus Eichen und Buchen, die sich nahe dem Stift Börstel befinden. Einige von ihnen weisen ein Alter von mehreren hundert Jahren auf.

## Jagd
Jährlich finden im Börsteler Wald in den Herbstmonaten Drück- oder Treibjagden statt. Erlegt wird hierbei meist das überaus häufige Schwarzwild. Im Rest der Jahreszeit konzentriert man sich auf die Ansitzjagd, die insbesondere an der Grenze zwischen Maismonokulturen und dem Waldgebiet oder an Lichtungen stattfindet. Hauptanliegen hierbei ist die Bejagung von sowohl Reh- als auch Schwarzwild. Damwild wird aufgrund des verhältnismäßig kleinen Bestandes eher geringer bejagt.

## Sehenswürdigkeiten
Der Börsteler Wald ist insbesondere bekannt durch das Stift Börstel – ein ehemaliges Zisterzienserinnenkloster, das auch heute noch von Stiftsdamen bewohnt ist. Nach Tradition der Zisterzienser wurden derartige Klöster meist fernab von Ansiedlungen in der Natur errichtet. In der nach norddeutscher Backsteingotik errichteten Klosterkirche „St. Marien“ finden wöchentlich Gottesdienste statt; das Kloster an sich hat seine Tore für Besucher geöffnet. Unweit vom Kloster befindet sich der „Angelpark Börsteler Wald“, der im Sommerhalbjahr seine Pforten geöffnet hat. Nur wenige Gehminuten entfernt befindet sich mitten im Wald ein alter Friedhof, wo Äbtissinnen des Klosters Börstel beigesetzt sind.

## Fauna
Im Börsteler Wald ist eine Vielzahl von mitteleuropäischen Wildarten beheimatet. Das Reh, welches vorrangig bejagt wird, ist in Mengen in den Waldgebieten anzutreffen und kann insbesondere abends simpel und recht zahlreich an Lichtungen und angrenzenden Feldern beobachtet werden. Auch Schwarzwild kommt in beachtlichen Mengen und flächendeckend vor. Dank der Mais- sowie Kartoffelkulturen der Umgebung wächst ihr Bestand deutlich und kann selbst durch intensive Bejagung nur schwer im Gleichgewicht gehalten werden. Allein an Wanderwegen sieht man das Ausmaß ihres Bestandes- oftmals sind diese Wege quasi umgepflügt worden. Seit einigen Jahrzehnten ist im Börsteler Wald auch Damwild anzutreffen, das im Raum Bersenbrück in den vergangenen Jahrzehnten zum Zwecke der Jagd ausgewildert worden ist. Dieses Wild steht unter dem Wirken der „Damwildhegegemeinschaft Altkreis Bersenbrück“. Da das Waldgebiet dem Lebensraum entspricht und es keine Prädatoren mehr für das Damwild gibt, befindet sich auch ihr Bestand im stetigen Aufwärtstrend. Allerdings muss vermieden werden, dass die Bestandsdichte hierbei den Schwellenwert von 3 Exemplaren auf 100 Hektar überschreitet, was derzeit nicht der Fall ist. Neben dem verbreiteten Schalenwild findet sich ein Bestand an Rotfüchsen, Mardern und anderen Beutegreifern. Auch Greifvögel, die sich auf den Lebensraum „Wald“ spezialisiert haben, wie beispielsweise Sperber oder Habicht sowie einige Eulenarten wie der Waldkauz treten auf.

## Flora
Ein beachtlicher Teil des Börsteler Waldes besteht aus Nadelwald. Dieser wurde – wie ferner oben erwähnt – zum Großteil zwecks intensiver forstwirtschaftlicher Nutzung angepflanzt. Hierbei wird zwischen der Waldkiefer, diversen Tannenarten, und der Europäischen Lärche unterschieden. In der unmittelbaren Umgebung des Stifts Börstel hingegen sind die Baumbestände naturbelassen geblieben. Hierbei handelt es sich um Laubbaumarten, bestehend aus Rotbuche sowie Stieleiche. Insbesondere diese Arten dienen als Nistgrundlage für zahlreiche Vogelarten. Noch bis in das 19. Jahrhundert waren einige Teile des heutigen Waldes lediglich mit Heideflächen bedeckt. Dies war insbesondere im westlichen Teil des Waldgebietes der Fall. Diese ehemaligen Heideflächen wurden anschließend mit Nadelbäumen bepflanzt, da diese den unfruchtbaren Boden eher akzeptieren. Einige Überreste dieser Heidelandschaft in Form von naturbelassenen Lichtungen lassen sich auch heute noch finden. Insbesondere Reh- und Damwild wird davon in der Dämmerung zum Äsen angezogen.